# 奥尔沃 (埃松省)
奥尔沃（法語：Orveau，法語發音：[ɔʁvo] ⓘ）是法国法蘭西島大區埃松省的一个市镇，属于埃唐普区。

## 地理
奥尔沃（48°26'53"N, 2°17'33"E）面积4.3 平方千米，位于法国法蘭西島大區埃松省，该省份为法国北部内陆省份，北起上塞纳省和马恩河谷省，西接厄尔-卢瓦省和伊夫林省，南至卢瓦雷省，东临塞纳-马恩省。
与奥尔沃接壤的市镇（或旧市镇、城区）包括：迪松-隆格维尔、布瓦西勒屈泰、布维尔。

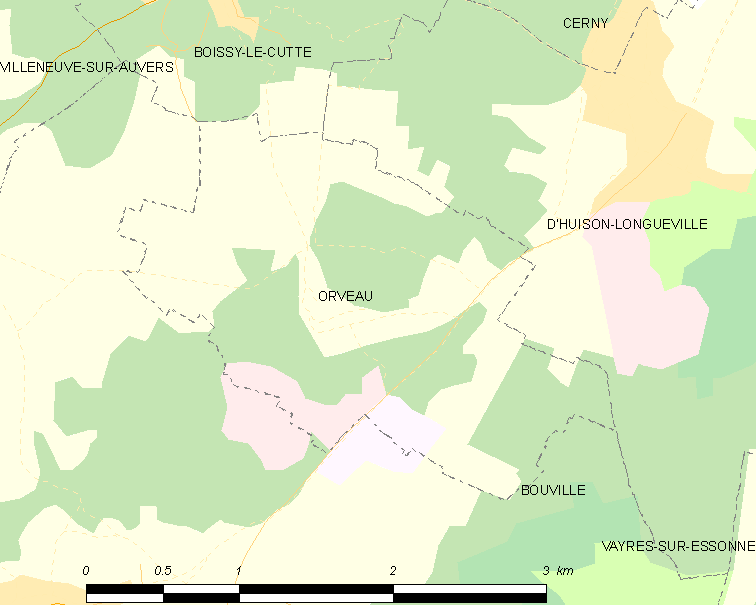
的OSM定位图

奥尔沃的时区为UTC+01:00、UTC+02:00（夏令时）。

## 行政
奥尔沃的邮政编码为91590，INSEE市镇编码为91473。

## 政治
奥尔沃所属的省级选区为埃唐普县。

## 人口

1962-2008年间人口变化图示

奥尔沃于2022年1月1日时的人口数量为145人。